# الصرد الأمريكي
الصرد الأمريكي طائر متوطن في أمريكا الشمالية وهو النوع الوحيد من الدقناش الذي يعيش بها.